# Luigi Galimberti
Luigi Galimberti (Rim, 26. travnja 1836. – Rim, 7. svibnja 1896.) bio je talijanski prelat Rimokatoličke Crkve, kardinal i diplomat.
Godine 1887. imenovan je apostolskim nuncijem u Austro-Ugarskoj. Godine 1893. imenovan je kardinalom.